# Juan Vicente Villacorta Díaz
Juan Vicente Villacorta Díaz
(Zacatecoluca, Virreinato de Nueva España; 22 de enero de 1764-San Salvador, República Federal de Centroamérica, 1 de septiembre de 1827) fue un comerciante y político que se desempeñó como jefe político subalterno del partido de San Vicente (al que lideró en la lucha contra la anexión al imperio mexicano), diputado del congreso de la provincia de San Salvador, diputado de la asamblea nacional constituyente de las Provincias Unidas de Centroamérica, miembro del primer y segundo triunvirato que gobernaron las provincias unidas (de 1823 a 1824), y jefe supremo del estado de El Salvador (del 13 de diciembre de 1824 al 1 de noviembre de 1826).

## Biografía
Juan Vicente Villacorta Díaz nació en Zacatecoluca el 22 de enero de 1764; siendo hijo de Pedro Villacorta y Magdalena Díaz; sería bautizado el 29 de ese mismo mes en la iglesia de esa localidad.
En 1776 comenzaría a estudiar en el Colegio Tridentino de la Asunción en Ciudad de Guatemala. Debido a que tenía vocación por el comercio, en 1782 se trasladaría a estudiar a La Baliza (hoy Belice), donde su padre tenía relación con las casas comerciales; en ese lugar sería empleado de una casa comercial por 8 años, y aprendería inglés, francés, y la administración de una casa comercial.
Establecería negocios en Ciudad de Guatemala; donde, a su vez ejercería cómo escríbano real y del real tribunal del consulado del comercio. En 1808 contraería matrimonio con María Josefa Bregante, con quien engendraría 9 hijos. En 1810 se trasladaría a San Vicente para dedicarse al comercio de añil.
En 1811 estaría del lado del primer movimiento independentista de San Salvador; y del intento de apoyo a dicho movimiento que Antonio José Cañas, Miguel Cerro, Nicolás Burgos, José E. Miranda, Juan Manuel Revelo, buscaron hacer en esa jurisdicción; pero la influencia del cura Manuel Antonio de Molina pudo contrarrestar todo intento de apoyo a los insurrectos de la capital. Posteriormente, en 1813 obtendría, con la fianza de su suegro José María Bregante, concesión de rentas populares de capellanía.

### Jefe político de San Vicente y diputado del congreso de la provincia de San Salvador
A fines de noviembre de 1821, luego que tomase posesión como jefe político de la provincia de San Salvador José Matías Delgado y se conformase la diputación provincial, sería designado como jefe político subalterno del partido de San Vicente; cargo durante el cual, en los años de 1822 y 1823, se encargaría de la defensa de ese territorio ante la anexión al Imperio Mexicano de Agustín de Iturbide.
En abril de 1822 animaría a los pobladores del partido vicentino para que tomasen las armas y se pusiesien al mando del coronel Rafael Castillo, para que defendiesen el territorio del ataque de un contingente imperial proveniente de San Miguel; el cual sería derrotado el 10 de ese mes en la hacienda Concepción Ramírez. Más adelante, sería electo como diputado por San Vicente al congreso de la provincia; que se instalaría el 10 de noviembre de 1822, y que ejercería sus funciones hasta su clausura el 5 de diciembre de ese mismo año.
Luego que el general imperial Vicente Filísola lograse derrotar al ejército de la provincia en febrero de 1823, nombraría como jefe político subalterno de San Vicente al teniente coronel Luis González Ojeda. El 4 de abril, cuando ya Filísola había retornado a Guatemala y convocado a elecciones para el congreso constituyente, Villacorta dirigiría un motín contra Ojeda; el cual decidiría retornar a Guatemala con sus tropas.

### Diputado de la asamblea constituyente y miembro del triunvirato centroamericano

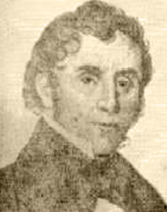
Juan Vicente Villacorta (1764–1828) Político centroamericano, miembro de los triumativos Federal Centroamericano. Intelectual salvadoreño unionista Centroamericano

Sería electo diputado por San Vicente para el congreso de las provincias de la antigua capitanía general de Guatemala; del que tomaría posesión el 8 de junio. Se lo designaría como miembro de la comisión de los cinco, encargada de entender las consultas sobre la legitimidad de poder de los diputados; posteriormente, sería junto a Juan Miguel Beltranena presidente de la comisión de hacienda.
El 1 de julio de 1823 el congreso decretaría la independencia absoluta de las Provincias Unidas de Centroamérica y se convertiría en una asamblea constituyente. El 10 de julio, con 21 votos recibidos (contra 18 obtenidos por Dionisio Herrera), fue designado miembro del primer triunvirato de Centroamérica; siendo juramentados ese mismo día.
El 6 de septiembre, debido a la crisis política generada por las rivalidades entre liberales y conservadores, y (que conforme iban llegando los diputados de las provincias más lejanas) el congreso estaba conformado por más conservadores; Villacorta y los demás miembros del triunvirato decidieron poner su renuncia. Lo que sería aceptado el 4 de octubre, cuando se procedió a elegir el segundo triunvirato; para el cual sería designado Manuel José de Arce, pero al no encontrarse presente se nombró como suplente a Villacorta.
Ejercería como miembro del triunvirato centroamericano hasta 15 de marzo de 1824, cuando Manuel José de Arce se incorporó a dicho gobierno. Luego de ello, retornaría a su cargo como diputado de la asamblea nacional constituyente, donde permanecería hasta diciembre de ese año.

### Jefe supremo del estado de El Salvador

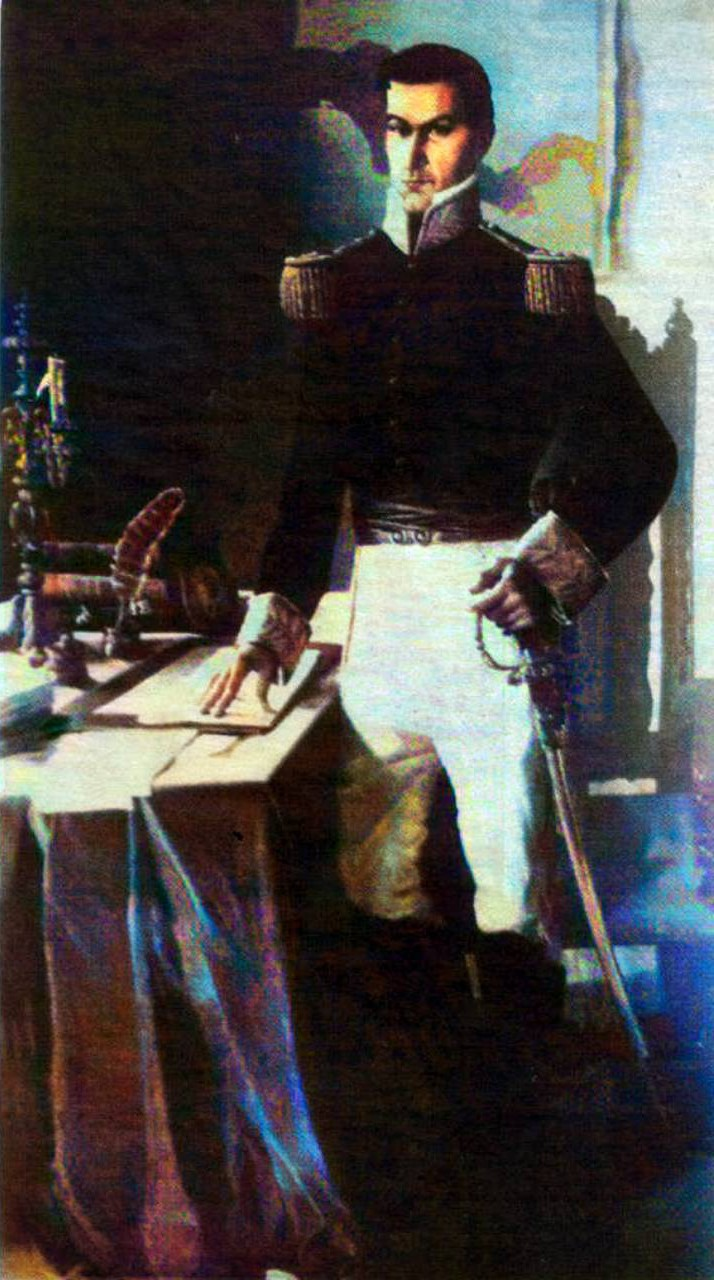
Cuadro de Manuel José Arce.

El 13 de diciembre de 1824 tomó posesión del Mando Supremo del Estado de El Salvador. Don Juan Vicente Villacorta envió al General Manuel José Arce y Fagoaga con 500 hombres a Nicaragua para pacificarla, pues este país se encontraba en rebelión; el General Arce firmó el acuerdo con los sitiadores en "Las Cruces" en enero de 1825. Después de estas victorias el General Arce regresó a San Salvador.
Durante su administración, el 20 de abril de 1825, el congreso Legislativo del Estado de El Salvador decretó el establecimiento del uso del papel sellado para las actuaciones civiles, administrativas y contratos. En abril de 1825, el jefe de Estado de El Salvador  ordenó que todas las pastorales, edictos y circulares del Arzobispo de Guatemala Fray Ramón Casaus y Torres quedasen sujetas a la censura del Gobierno, ante su oposición de  por el nombramiento de José Matías Delgado como obispo de San Salvador; Casaus envió notas a los eclesiásticos salvadoreños para que desconociesen la autoridad del padre Delgado; en vista de tal decisión, el presidente federal, Manuel José Arce,  amonestó al arzobispo Casaus y Torres, obligándolo a suspender estas operaciones en este asunto relativo al padre Delgado. En el 25 del mismo abril, emitió un decreto que ordenó el establecimiento de un Colegio de Educación Científica y ordenó la apertura de clases de acuerdo con el obispo electo mientras se formaba un plan general de estudios; pero no hay indicios de que se aplicó.
En 1826, el Jefe Supremo don Juan Vicente Villacorta sancionó el Decreto Legislativo que nombraba a los jóvenes que debían ingresar al Colegio Militar, el cual estipulaba que fuesen preferidos los hijos de los que habían muerto en defensa de la Patria en los años de 1811, 1814, 1822 y 1823.
En octubre de 1826, enviaría a Guatemala 300 hombres de tropa en auxilio del presidente federal general Manuel José Arce, que se encontraba lidiando con el comienzo de la guerra civil centroamericana. Posteriormente, en los últimos días de ese mes, y debido a los problemas de salud que tenía, decidiría dejarle el cargo al vicejefe Mariano Prado.
Fallecería en San Salvador, el 1 de septiembre de 1827. Siendo sepultado en la parroquia mayor de esa ciudad, hoy iglesia El Rosario.